# Moussa Yéro Bah
Pour les articles homonymes, voir Bah.
Moussa Yéro Bah est née et a grandi à Kindia où elle a fait ses études primaires et secondaires. Elle est journaliste, activiste des droits humains, féministe et chroniqueuse  dans l’émission les Grandes Gueules d’Espace FM et Espace TV.

## Parcours scolaires et universitaires
Moussa Yéro Bah a fait son primaire à Wondi 1 et 2, le collège à Karavancé Rails et le lycée à 28 Septembre en science sociale.
Après l’obtention de son baccalauréat elle a été orientée à l’Université de kankan.

## Parcours professionnel
Après l’université elle fait un stage à Familia FM, ensuite elle part à Planète FM, aujourd’hui elle est reportrice, présentatrice et animatrice au Groupe Hadafo Médias.

## Activistes
Moussa Yéro Bah officialise en 2015 la création de son ONG Femme Développement et Droits Humains F2DH, qui œuvre dans la lutte contre les Violences Basées sur le Genre, la formation des jeunes, la sensibilisation sur les droits humains et plusieurs autres actions.

## Prix et reconnaissances
- En 2018:  Prix de l’excellence de la femme africaine en Namibie[6];

## COVID-19
C’est l'activiste elle-même qui a annoncé avoir été testé positif au centre de traitement de Nongo, avec deux autres de ses amis du groupes Hadafos Médias de l'émission les Grands Gueules au coronavirus en Guinée à travers sont compte sur les réseaux sociaux et relaye par plusieurs médias du groupe ce jeudi 02 avril 2020,.